# Island Heights
Island Heights est une municipalité américaine située dans le comté d'Ocean au New Jersey.
Lors du recensement de 2010, sa population est de 1 673 habitants. La municipalité s'étend sur 0,91 milles carrés (2,36 km2), dont 0,30 milles carrés (0,78 km2) d'étendues d'eau.
La ville devient un borough indépendant du township de Dover en mai 1886. Elle doit son nom à sa topographie, son nom signifiant « les hauteurs de l'île ».